# 未来科幻和科幻故事

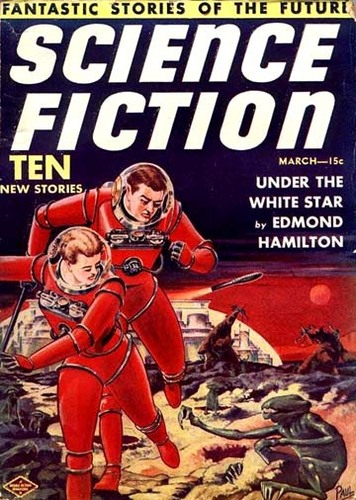
1939年3月《科幻》创刊号封面，弗兰克·保罗绘

《未来科幻》（英語：Future Science Fiction）和《科幻故事》（Science Fiction Stories）是1939至1943年和1950至1960年间发行的美国科幻杂志，其间多次更名。两种刊物前期由查尔斯·霍尼格主编，罗伯特·朗兹1941年下半年接手主编直到停办。科幻纸浆杂志在20世纪30年代末蓬勃发展，包括《未来科幻》和《科幻故事》在内的各种杂志如雨后春笋。1941年，两种杂志合并成《未来幻想与科幻》，但1943年就因纸张短缺停刊，出版商路易斯·西尔伯克莱特决定集中资源经营侦破或西部杂志。1950年市场局面显著改善，西尔伯克莱特把《未来科幻》复刊且继续采用纸浆杂志规格。50年代中期他又复刊《科幻故事》，10年间仅用非常薄弱的预算维持两种杂志运作。1960年，分销商突然不再经营西尔伯克莱特旗下杂志，两本科幻杂志随即停刊。
两本杂志刊登的作品平淡无奇，值得一提的小说很少，早期杂志表现更差。朗兹竭力为杂志营造友好且颇具特色的气氛，用读者来信和互动栏目吸引科幻迷。他与许多知名或新生代作家关系友好，选登的作品质量比霍尼格时期要高。杂志所刊名家作品包括威廉·泰恩的《解放地球》，以及亞瑟·查理斯·克拉克的《若我忘记地球》。

## 出版史
| | 一  | 二 | 三  | 四 | 五 | 六  | 七 | 八  | 九  | 十  | 十一 | 十二 |
| 1939                                                                                               |     |    | 1/1 |    |    | 1/2 |    | 1/3 |     | 1/4 |      | 1/5  |
| 1940                                                                                               |     |    | 1/6 |    |    | 2/1 |    |     |     | 2/2 |      |      |
| 1941                                                                                               | 2/3 |    | 2/4 |    |    | 2/5 |    |     | 2/6 |     |      |      |
| 1939至1941年《科幻》出版详细信息，左侧是年份，上方是月份，其他数 字代表“卷号/期数”，均由霍尼格主编 |     |    |     |    |    |     |    |     |     |     |      |      |

科幻文学作品早在20世纪20年代前就开始出版，但起初没有独立发行，直到1926年雨果·根斯巴克推出历史上第一本纯科幻杂志《惊奇故事》才改变局面。到了30年代末，科幻杂志市场呈现井喷，根斯巴克的雇员路易斯·西尔伯克莱特（Louis Silberkleit）于1934年自立门户创办温福德出版公司（Winford Publishing Company）。他在30年代末决定以蓝丝带杂志（Blue Ribbon Magazines）新推科幻纸浆杂志《科幻》。查尔斯·霍尼格（Charles Hornig）曾于1933至1936年主编根斯巴克推出的《神奇故事》（Wonder Stories），经老东家推荐，他在1938年10月获西尔伯克莱特聘请。霍尼格没有专用办公室，只能在家工作，需要时把文稿和书样带去杂志社，或把排好版的文稿拿回家校对。西尔伯克莱特手下总编艾伯纳·桑德尔（Abner J. Sundell）对科幻文学缺乏了解，没有参与新杂志运营，所以霍尼格在作品拍板上完全自主。《科幻》创刊号是1939年3月号，计划办成双月刊但根本做不到，第二期是1939年6月号
| | 一 | 二  | 三  | 四  | 五 | 六  | 七  | 八  | 九 | 十  | 十一 | 十二 |
| 1939 |    |     |     |     |    |     |     |     |    |     | 1/1  |      |
| 1940 |    |     | 1/2 |     |    |     | 1/3 |     |    |     | 1/4  |      |
| 1941 |    |     |     | 1/5 |    |     |     | 1/6 |    | 2/1 |      | 2/2  |
| 1942 |    | 2/3 |     | 2/4 |    | 2/5 |     | 2/6 |    | 3/1 |      | 3/1  |
| 1943 |    | 3/3 |     | 3/4 |    |     | 3/5 |     |    |     |      |      |
| 1939至1943年《未来幻想》出版详细信息，左侧是年份，上方是月份，其他数 字代表“卷号/期数”，蓝色方格代表霍格尼主编（1939至1940年11月），黄 色代表朗兹（1941年4月至1943年7月）。最后两期杂志名称是《科幻故事》 |    |     |     |     |    |     |     |     |    |     |      |      |

为分摊成本，西尔伯克莱特很快决定再推出两本杂志，他曾向根斯巴克建议发行《未来幻想》（Future Fiction），但老东家最后敲定的杂志名是《惊奇故事》，西尔伯克莱特自立门户后打算用上昔日提议的名称。《未来幻想》创刊号于1939年11月问世，随后是1940年7月的《科幻季刊》，三本杂志均由霍尼格主编。1940年10月，身为和平主义者的霍尼格收到服役通知，然后决定迁居加利福尼亚州并登记为良心拒服兵役者。他在西海岸继续覆行主编职责，但西尔伯克莱特对此不满，决定只让霍尼格继续主编《科幻》，邀请山姆·莫斯科维茨（Sam Moskowitz）执掌另外两本杂志。莫斯科维茨没有接受，事后还称他“永远不会抢别人的工作”。未来派（Futurians）作家唐纳德·沃尔海姆（Donald Wollheim）听闻西尔伯克莱特招主编的消息后转告同好罗伯特·朗兹（Robert W. Lowndes），建议他尽快致信西尔伯克莱特。据朗兹事后回忆，沃尔海姆建议他自荐主编科幻杂志，并且薪酬上可以比霍尼格低一点，同时在信中标出当时所有科幻杂志存在的失误，特别是霍尼格有责任的那些。1940年11月，西尔伯克莱特聘请朗兹，但据霍尼格回忆，这实际上是他移居加利福尼亚州后各方协商的结果，朗兹事后同意他的看法，觉得这很可能才是老板请他取代霍尼格的真正原因。朗兹接手后两本杂志发行的第一期分别是1941年春的《科幻季刊》和同年四月的《未来幻想》。他为1941年9月号的最新一期《科幻》所挑素材与霍尼格之前所选大同小异，把詹姆斯·陶拉西（James Taurasi）主持的科幻迷栏目《奇幻时代》（Fantasy Times）换成类似栏目《未来派时代》（Futurian Times），但面向的科幻迷人群与之前针锋相对，即朗兹所在的未来派。起初西尔伯克莱特对朗兹不像对霍尼格那样放权，新主编为1941年4月《未来幻想》选择的七篇文章有五篇遭拒。据朗兹回忆，为同年八月杂志挑选素材时，东家“已经对我的工作能力放心，不再复审我认可的小说”。
《科幻》销量疲软，西尔伯克莱特1941年末将其与《未来幻想》合并，新杂志名《未来与科幻》（Future Combined with Science Fiction）。采用《科幻》书名的最后一期是1941年9月号，合并后首期是1941年10月号。合并杂志在1943年4月和6月的最后两期又改名《科幻故事》，以期引起《科幻》读者注意，提升销量，但西尔伯克莱特尚未坚持到取得足够销量数据确定改名是否有效就决定停刊。《科幻故事》在1943年6月后销声匿迹，战时纸张短缺迫使西尔伯克莱特停办部分刊物，集中资源经营侦破或西部杂志。

### 20世纪50年代卷土重来
| |     | 春 | 春  | 春 | 夏  | 夏  | 夏  | 秋  | 秋  | 秋  | 冬   | 冬   |
| --- | --- | -- | --- | -- | --- | --- | --- | --- | --- | --- | ---- | ---- |
| | 一  | 二 | 三  | 四 | 五  | 六  | 七  | 八  | 九  | 十  | 十一 | 十二 |
| 1950 |     |    |     |    | 1/1 | 1/1 | 1/2 | 1/2 | 1/3 | 1/3 | 1/4  |      |
| 1951 | 1/5 |    | 1/6 |    | 2/1 |     | 2/2 |     | 2/3 |     | 2/4  |      |
| 1952 | 2/5 |    | 2/6 |    | 3/1 |     | 3/2 |     | 3/3 |     | 3/4  |      |
| 1953 | 3/5 |    | 3/6 |    | 4/1 |     | 4/2 |     | 4/3 |     | 4/4  |      |
| 1954 | 4/5 |    | 4/6 |    |     | 5/1 |     | 5/2 |     | 5/3 |      |      |
| 1955 |     |    |     |    |     |     |     |     |     |     | 28   |      |
| 1956 |     | 29 |     |    | 30  |     |     |     |     |     | 31   |      |
| 1957 |     | 32 |     |    | 33  |     |     | 34  |     |     |      |      |
| 1958 |     | 35 |     | 36 |     | 37  |     | 38  |     | 39  |      | 40   |
| 1959 |     | 41 |     | 42 |     | 43  |     | 44  |     | 45  |      | 46   |
| 1960 |     | 47 |     | 48 |     |     |     |     |     |     |      |      |
| 1950至1960年《未来科幻》出版详细信息，左侧是年份，上方是月份，其他 数字代表“卷号/期数”，均由朗兹主编。下划线代表该期是以季节而非月份 标示，第28到30期杂志标头没注明发行时间，故按大概时段标示 |     |    |     |    |     |     |     |     |     |     |      |      |

1950年，西尔伯克莱特为《未来幻想》复刊，并且更名《未来与科幻故事》后还能保持两种老杂志的版权，第一期是1950年5至6月号。1952年1月杂志更名《未来科幻故事》，稿费标准是每字一到三美分。1953年夏，《未来科幻故事》继续沿用纸浆杂志规格，西尔伯克莱特推出单本无期号和日期的《科幻故事》文摘规格杂志，此后又在1954年春推出一期，书名相同而且也没有期号和日期。这两期实验刊物销量见长，发行商认为文摘杂志规格功不可没，所以从1955年1月开始把《未来科幻故事》改成文摘规格，并根据读者反馈更名《科幻故事》。杂志卷号和期数继续沿用纸浆杂志《未来科幻故事》，与30年代末推出的《科幻》无关。1955年下半年，西尔伯克莱特认为市场足以支撑两种杂志，又决定再推《未来幻想》，但《科幻故事》已沿用纸浆杂志《未来科幻故事》 的卷号和期数，于是他决定新《未来幻想》只留期号，不用卷号，首期就定为第28期，意指1950年5至6月号是第一期。
|                                                                      | 一   | 二  | 三   | 四 | 五   | 六  | 七   | 八  | 九   | 十 | 十一 | 十二 |
| 1955                                                                 | 5/4  |     | 5/5  |    | 5/6  |     | 6/1  |     | 6/2  |    | 6/3  |      |
| 1956                                                                 | 6/4  |     | 6/5  |    | 6/6  |     | 7/1  |     | 7/2  |    | 7/3  |      |
| 1957                                                                 | 7/4  |     | 7/5  |    | 7/6  |     | 8/1  |     | 8/2  |    | 8/3  |      |
| 1958                                                                 | 8/4  |     | 8/5  |    | 8/6  | 8/7 | 9/1  | 9/2 | 9/3  |    | 9/4  |      |
| 1959                                                                 | 9/5  | 9/6 | 10/1 |    | 10/2 |     | 10/3 |     | 10/4 |    | 10/5 |      |
| 1960                                                                 | 10/6 |     | 11/1 |    | 11/2 |     |      |     |      |    |      |      |
| 《科幻故事》出版详细信息，不包括1953和1954年的实验刊物，均由朗兹主编 |      |     |      |    |      |     |      |     |      |    |      |      |

20世纪50年代下半叶，《科幻故事》和《未来幻想》基本保持稳定发行周期。《科幻故事》是双月刊，仅1958年中期和1959年初短暂改成月刊。《未来幻想》前三期没有标注时间，1956年开始按季刊周期发行，1958年起又改成双月刊。《科幻故事》从1955年9月号开始修改标题图面，封面上的杂志名显示《原版科幻故事》，旨在强调这是延续1939年版《科幻》的杂志，此举反而导致部分读者误以为是全新杂志。朗兹为此在《科幻故事》读者来信专栏表示：

经常有人问我，1954年10月第五卷第三期《未来科幻》之后应该接哪本杂志，是第五卷第四期（1955年1月的《科幻故事》），还是第28期《未来科幻》。对此我觉得你想选哪个都行，两个都选也没问题！老实说吧，咱们科幻小说迷能无比沉着冷静地接受其他时间线，又怎么会对这种事感到摸不着头脑。

1960年，分销商突然不再经营西尔伯克莱特旗下杂志，《科幻故事》和《未来幻想》随即停刊。两种杂志最后一期分别是1960年4月的《未来科幻》和1960年5月的《科幻故事》，上面没有任何停刊说明。陶拉西从西尔伯克莱特手中买下《科幻故事》出版权，在1961至1963年各推出一期半专业杂志，但销量不足以继续。

## 内容和评价

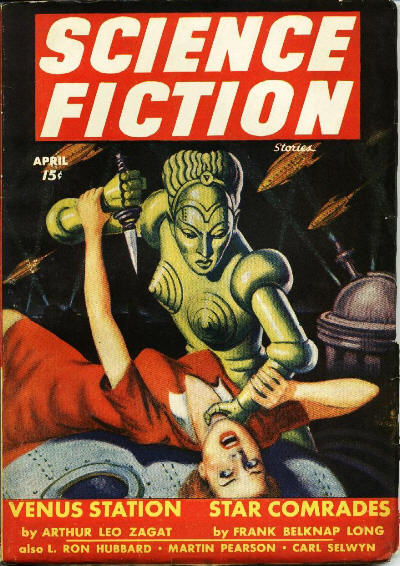
1943年4月《未来幻想》封面，但这期封面书名是《科幻故事》，米尔顿·鲁罗斯绘

《科幻》创刊号明显体现出根斯巴克对科幻杂志领域的影响，主编曾是他的下属，内有根斯巴克执笔的特邀社论，绘制封面彩图的弗兰克·保罗（Frank R. Paul）也是根斯巴克时代大将，《科幻》首轮发行的全部12期都是保罗创作封面。《科幻》与《未来幻想》创刊后预算一直很少，霍尼格的朋友朱利叶斯·施瓦兹（Julius Schwartz）是文学经纪人，代理作家的作品均可供霍尼格选择，但施瓦兹要求的稿费下限是每字一美分，否则文章不能标出作者姓名。霍尼格付不起这个价格，他从施瓦兹手中买来的作品大多署化名刊载，稿酬为每字半美分。在这样的情况下，他买到的大部分文章都曾被稿酬更高的出版物拒收，所以作品质量平平，即便出自名家也不例外。另外，两本杂志不像别家那样只要确定接受就支付稿费，必须等到刊载杂志出版才付款，进一步导致作家不愿投搞。
雷·布萊伯利是霍尼格的朋友，《科幻》第二期刊登他的来信，鼓励霍尼格选登情节更复杂的文章。霍尼格自称“希望杂志更吸引心智成熟的读者”，但科幻史学家麦克·阿什利认为这不过是说说而已。霍尼格可能是批判雷蒙德·帕尔默（Raymond A. Palmer）主编《惊奇故事》和《奇妙历险》的手法，但阿什利指出，霍尼格用化名刊登的文章作者同样在向帕尔默供稿。《未来幻想》创刊号包含卡普兰（M.M. Kaplan）、哈维·哈格德（J. Harvey Haggard）、迈尔斯·布劳尔（Miles J. Breuer）的作品，三人都是多年前的活跃作家，阿什利认为霍尼格所选部分小说源自帕尔默1938年接掌《惊奇故事》后退稿的作品。
1950年《未来幻想》复刊时，科幻杂志市场还不像30年代那样人头涌动，朗兹得以从名声不显或还在力争打开局面的作家手中买到佳作。第一期刊有詹姆斯·布莱什（James Blish）、雷斯特·德尔·雷伊（Lester del Rey）和默里·伦斯特（Murray Leinster）的小说，在早期杂志发文的其他写手包括弗里茨·莱伯、朱迪思·梅里尔（Judith Merril）、亨利·比姆·派珀（H. Beam Piper）和里昂·斯普拉格·德·坎普（L. Sprague de Camp）。这段时间杂志偶有名作，如德尔·雷伊的《有光了》（And There Was Light）、亞瑟·查理斯·克拉克的《若我忘记地球》（If I Forget Thee, Oh Earth），威廉·泰恩的《解放地球》（The Liberation of Earth）。达蒙·奈特称赞《解放地球》是泰恩最有趣的小说。朗兹还选登许多50年代活跃女作家的文章，其中有好几部卡罗尔·艾姆许威勒（Carol Emshwiller）的早期作品。朗兹认识许多科幻名家，能靠交情邀稿，但20世纪50年代中期科幻杂志市场迅速扩张令好作品供不应求。他为吸引读者竭力营造友好且颇具特色的杂志氛围，用读者来信和互动栏目吸引科幻迷。布莱什于1953年通过化名小威廉·阿瑟林（William Atheling, Jr.）指出，朗兹主编《未来幻想》的工作表现“好到出人意料”，特别是考虑到杂志稿酬那么低，付款又慢。
1953和1954年的《科幻故事》实验刊销量不错，但内容平淡无奇，刊有波尔·安德森、阿尔吉斯·布德里斯（Algis Budrys）和菲利普·狄克等名家的作品。1955年杂志更名《科幻故事》后出版商又重推《未来幻想》，质量更好的文章大多登上《科幻故事》，余下的归《未来幻想》。《科幻故事》按月刊发行期间刊有连载小说，如德·坎普的《扎尼德之塔》（The Tower of Zanid），沃德·摩尔（Ward Moore）与罗伯特·布拉德福德（Robert Bradford）的《卡迪库斯·怀特德》（Caduceus Wild）。阿什利还特别称赞托马斯·斯科蒂亚（Thomas N. Scortia）的短篇小说《天才位置》（Genius Loci）。
50年代末《未来幻想》偶有广受好评的作品，如狄克小说《火神之锤》（Vulcan's Hammer）的早期同名中篇版，克利福德·西马克（Clifford D. Simak）的《无尽世界》（Worlds Without End），还有梅里尔的《打电话回家》（Homecalling）。《打电话回家》曾在60年代的《科学奇幻》（Science Fantasy）杂志转载，主编凯里尔·邦菲格利奥利（Kyril Bonfiglioli）称赞文中对“完全陌生思维方式的想象”无与伦比。朗兹竭尽所能提升非小说栏目的品质，50年代初新增书评专栏，50年代末杂志刊登艾萨克·阿西莫夫的大量科学文章，朗兹还亲自撰写科幻作品史评论文章。1960年1月号《科幻故事》刊登R·A·拉夫爾提的处女作，杂志不久停刊。两本杂志的预算一直不高，停刊前进一步缩水，朗兹只能重新刊登过去用过的小说和插图节约成本。

## 书目详细信息

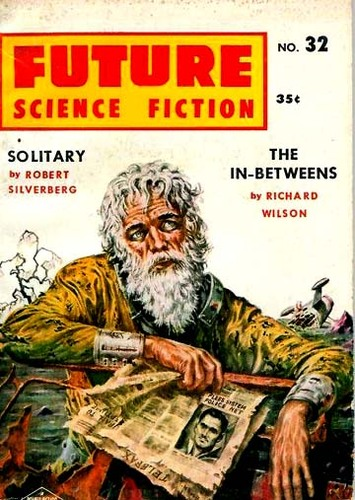
1957年3月《未来科幻》封面，埃德·艾姆许威勒绘

《科幻》创刊后直到中断发行的12期，还有前五期《未来幻想》均由霍尼格主编，此后都是朗兹接手。两本刊物起初是纸浆杂志，1953年的《科幻故事》实验刊采用文摘杂志规格，1955年下半年的第28期《未来幻想》也采用文摘格式。两本杂志初步定价15美分，《未来幻想》1943年7月号涨至20美分但随即停刊，1950年复刊时又降回15美分。1950年11月号开始涨至20美分，1953年1月25美分，1954年6月35美分。《科幻故事》1953年复刊时定价35美分，此后没有改价。
1939年3月创刊的《科幻》共132页，同年11月面世的《未来幻想》112页。《科幻》1940年3月减至116页，合并后的《未来与科幻》和《未来幻想》一样是112页。1950年《未来幻想》复刊时继续采用纸浆杂志规格，但缩水至96页。两本杂志改为文摘规格后都是128页，但《科幻故事》1956年1月到1957年5月共九期增至144页。
以下列出两种杂志的更名过程。《科幻》复刊后封面显示的名称大部分是《原版科幻故事》，但实际杂志名一直是《科幻故事》：
| 起        | 止        | 书名         | 期数 |
| --------- | --------- | ------------ | ---- |
| 1939年3月 | 1941年9月 | 《科幻》     | 12   |
| 1953年    | 1960年5月 | 《科幻故事》 | 38   |

《未来幻想》：
| 起         | 止         | 书名               | 期数 |
| ---------- | ---------- | ------------------ | ---- |
| 1939年11月 | 1941年8月  | 《未来幻想》       | 6    |
| 1941年10月 | 1942年8月  | 《未来与科幻》     | 6    |
| 1942年10月 | 1943年2月  | 《未来奇幻与科幻》 | 3    |
| 1943年4月  | 1943年7月  | 《科幻故事》       | 2    |
| 1950年5月  | 1951年11月 | 《未来与科幻故事》 | 10   |
| 1952年1月  | 1952年5月  | 《未来科幻故事》   | 3    |
| 1952年7月  | 1960年4月  | 《未来科幻》       | 35   |

两本杂志均由路易斯·西尔伯克莱特出版，其间两次变更出版社，先是用马萨诸塞州霍利奥克的蓝丝带杂志出版。1940年3月，《未来幻想》和《科幻》均改为芝加哥的双动杂志（Double Action Magazines）发行。1941年3月的《科幻》和同年4月的《未来幻想》又开始换成马萨诸塞州霍利奥克与斯普林菲尔德均有办事处的哥伦比亚出版社（Columbia Publications）出版。
1941年10月至1942年6月，《科幻》共推出六期加拿大版纸浆杂志，定价25美分，原计划发行月刊，但1941年12月、1942年4至5月均未发布。前两期由多伦多“上等杂志”出版，剩下四期是多伦多“公爵夫人印刷品”发行。杂志所列主编叫威廉·布朗-福布斯（William Brown-Forbes），但文章全部转载美国原版。加拿大版带有不同的插图，如约翰·希尔克特（John Hilkert）和埃德温·肖（Edwin Shaw）等人所绘封面。
阿特拉斯出版社（Atlas Publications）在英国发行1939年10月和12月《科幻》杂志的重印删减版，共96页，采用纸浆杂志规格。《未来幻想》首轮发行没有推出英国重印版，复刊后索普与波特出版社（Thorpe & Porter）从1951年11月到1954年6月重印14期，上面只有编号，没有日期，大致对应1951年3月至1954年3月的美国杂志。11期均为96页纸浆杂志，定价一先令六便士。1957年11月至1960年2月，斯特拉托出版社（Strato Publications）重印11期，同样没有日期，对应1957年夏到1959年8月（漏掉1958年2月）的美国杂志，采用128页文摘杂志规格，定价两先令。斯特拉托出版社还从1957年10月到1960年5月重印12期未标明日期的《科幻》，同样是128页文摘杂志，定价两先令，前11期对应1957年9月至1959年5月（没有重印1958年1、3、9月）的美国杂志但有删减，最后一期直接在1960年5月的美国杂志上加印英国定价。
《未来科幻》和《科幻故事》都没有单独的选集，不过伊万·霍华德（Ivan Howard）曾于20世纪60年代为西尔伯克莱特的贝尔蒙特图书（Belmont Books）编著选集，所有内容都选自西尔伯克莱特的杂志，其中包括：
- Howard, Ivan (编). . New York: Belmont Books. 1962.：包含《未来幻想》的三篇小说；
- Howard, Ivan (编). . New York: Belmont Books. 1962.：包含《未来幻想》的三篇小说；
- Howard, Ivan (编). . New York: Belmont Books. 1963.：包含《科幻》的四篇小说；
- Howard, Ivan (编). . New York: Belmont Books. 1963.：包含《未来幻想》的四篇小说；
- Howard, Ivan (编). . New York: Belmont Books. 1963.：包含《科幻》的三篇小说；
- Howard, Ivan (编). . New York: Belmont Books. 1964.：包含《科幻》的四篇小说；
- Howard, Ivan (编). . New York: Belmont Books. 1964.：包含《未来幻想》的三篇小说；
- Howard, Ivan (编). . New York: Belmont Books. 1965.：包含《未来幻想》和《科幻》的各四篇小说。

此外，道格拉斯·林赛（Douglas Lindsay）1970年编辑、五月花书局（Mayflower Books）出版的《蓝月》（Blue Moon）包含1942年8月《未来与科幻》的六篇小说，还有1942年冬《科幻季刊》的一篇小说。

## 脚注
1. ↑  Edwards & Nicholls (1993), pp. 1066–1068.
2. 1 2 3 4  Ashley & Thompson (1985), p. 512.
3. 1 2 3 4 5 6 7 8 9 10 11 12 13  Ashley & Thompson (1985), pp. 518–519.
4. ↑  Ashley (2000), p. 260.
5. 1 2  Davin (1999), p. 102.
6. 1 2 3  Davin (1999), pp. 111–112.
7. ↑  Davin (1999), p. 121.
8. 1 2 3 4  Ashley (2000), pp. 147–149.
9. 1 2  Ashley (1975), p. 44.
10. ↑  Knight (1977), p. 64.
11. 1 2  Ashley (1985a), p. 278.
12. 1 2  Davin (1999), pp. 122–123.
13. ↑  Davin (1999), p. 115.
14. 1 2 3  Ashley (1985a), p. 284.
15. 1 2  Davin (1999), p. 118.
16. ↑  Davin (1999), p. 119.
17. 1 2 3 4 5  Ashley (1985a), p. 280.
18. ↑  Ashley (1975), p. 55.
19. 1 2 3 4 5 6 7  Ashley (1985a), p. 283.
20. ↑  de Camp (1953), p. 112.
21. 1 2 3  Ashley (2005), pp. 60–61.
22. ↑  Ashley & Thompson (1985), p. 514.
23. ↑  Ashley (1985a), p. 281.
24. ↑  Ashley & Thompson (1985), p. 515.
25. 1 2  Ashley & Thompson (1985), p. 517.
26. ↑  Ashley (1985a), p. 282.
27. 1 2 3 4 5  Ashley (2005), pp. 194–195.
28. ↑  Edwards, Parnell, & Nicholls (1993), p. 894.
29. ↑  Ashley & Thompson (1985), pp. 517–518.
30. ↑  Kyle (1977), p. 108.
31. ↑  Ashley (2000), p. 276.
32. 1 2  Ashley (2000), pp. 147–148.
33. ↑  del Rey (1979), p. 123.
34. ↑  Ashley (1976), p. 42.
35. 1 2 3  Ashley (1985a), pp. 281–282.
36. ↑  Knight (1974), p. 120.
37. 1 2  Ashley (1975), p. 51.
38. ↑  Atheling (1967), p. 47.
39. ↑  Boston & Broderick (2012), p. 296.
40. 1 2  杂志目录.
41. ↑  Ashley (1985b), pp. 519–520.
42. ↑  Moskowitz (1990), p. 89.
43. ↑  Rhoades (2008), p. 72.